# Lam Sơn, Ngọc Lặc
Lam Sơn là một xã thuộc huyện Ngọc Lặc, tỉnh Thanh Hóa, Việt Nam.
Xã có diện tích 12,18 km², dân số năm 2004 là 4292 người, mật độ dân số đạt 352 người/km².
Xã Lam Sơn có vị trí địa lý như sau:
```
Phía Đông: Giáp xã Quảng Phú huyện Thọ Xuân
Phía Nam: Giáp xã Xuân Châu huyện Thọ Xuân
Phía Tây: Giáp xã Minh Tiến huyện Ngọc Lặc
Phía Bắc: Giáp xã Minh Sơn, Ngọc Trung huyện Ngọc Lặc
```

## Lịch sử
Xã được thành lập trên cơ sở giải thể Thị trấn Nông trường Lam Sơn thuộc huyện Ngọc Lặc với 1.067,90 ha diện tích đất tự nhiên của nông trường Lam Sơn đang sử dụng thuộc địa giới hành chính của các xã, gồm: 523,20 ha của xã Minh Tiến, 204,70 ha của xã Minh Sơn, 35,90 ha của xã Xuân Châu, 98,20 ha của xã Xuân Tín, 205,90 ha của xã Quảng Phú và 149,70 ha diện tích tự nhiên của xã Minh Tiến đang quản lý; 3.423 nhân khẩu của thị trấn nông trường Lam Sơn và 819 nhân khẩu của xã Minh Tiến.
Số nhân khẩu còn lại của Thị trấn Nông trường Lam Sơn được giao về các xã như sau: 768 nhân khẩu về xã Minh Tiến, 62 nhân khẩu về xã Minh Sơn, 50 nhân khẩu về xã Kiên Thọ, 529 nhân khẩu về xã Xuân Châu.
Sau khi thành lập xã Lam Sơn:
- Xã Minh Tiến thuộc huyện Ngọc Lặc có 1.917,09 ha diện tích tự nhiên và 5.794 nhân khẩu.
- Xã Minh Sơn thuộc huyện Ngọc Lặc có 3.100,87 ha diện tích tự nhiên và 8.886 nhân khẩu.
- Xã Kiên Thọ thuộc huyện Ngọc Lặc có 2.920,23 ha diện tích tự nhiên và 10.399 nhân khẩu.
- Xã Xuân Châu thuộc huyện Thọ Xuân có 1.353,55 ha diện tích tự nhiên và 5.525 nhân khẩu.
- Xã Xuân Tín thuộc huyện Thọ Xuân có 789,23 ha diện tích tự nhiên và 9.311 nhân khẩu.
- Xã Quảng Phú thuộc huyện Thọ Xuân có 2.334,23 ha diện tích tự nhiên và 6.602 nhân khẩu.